# Harrisoniascincus zia
Genre
Synonymes
- Cautula Hutchinson, Donnellan, Baverstock, Krieg, Simms & Burgin, 1990

Espèce
Synonymes
- Leiolopisma zia Ingram & Ehmann, 1981
- Cautula zia (Ingram & Ehmann, 1981)

Harrisoniascincus zia, unique représentant du genre Harrisoniascincus, est une espèce de sauriens de la famille des Scincidae.

## Répartition
Cette espèce est endémique d'Australie. Elle se rencontre en Nouvelle-Galles du Sud et au Queensland.

## Publications originales
- Ingram & Ehmann, 1981 : A new species of scincid lizard of the genus Leiolopisma (Scincidae: Lygosominae) from southeastern Queensland and northeastern New South Wales. Memoirs of the Queensland Museum, vol. 20, no 2, p. 307-310.
- Wells & Wellington, 1985 : A classification of the Amphibia and Reptilia of Australia. Australian Journal of Herpetology, Supplemental Series, vol. 1, p. 1-61 (texte intégral).